# Crispatotrochus foxi
Crispatotrochus foxi är en korallart som först beskrevs av John Wyatt Durham och Barnard 1952.  Crispatotrochus foxi ingår i släktet Crispatotrochus och familjen Caryophylliidae. Inga underarter finns listade i Catalogue of Life.